# History Live
『History Live』（ヒストリー・ライブ）は1993年4月21日にポニーキャニオンからリリースされたKAI FIVEの初のライブ・アルバム、初のライブ・ビデオ。

## 概要
本作は、1992年10月15日、NHKホールで行なわれたベスト盤的内容のライヴを収録。蘭丸などゲストも登場。演奏曲は、大半が甲斐バンド時代の楽曲。CDと映像作品では収録曲数と収録曲順が異なる。

## 収録曲

### CD
1. HERO（ヒーローになる時、それは今）
2. らせん階段
3. 裏切りの街角
4. ポップコーンをほおばって
  - CDのみ収録
5. 吟遊詩人の唄
6. 最後の夜汽車
7. BLUE LETTER
8. 幻惑されて
9. 観覧車'82
  - CDのみ収録
10. レイン
11. 翼あるもの
12. 漂泊者（アウトロー）
13. 破れたハートを売り物に
14. 安奈

### [3][4]
1. HERO（ヒーローになる時、それは今）
2. らせん階段
3. 裏切りの街角
4. 最後の夜汽車
5. BLUE LETTER
6. 三つ数えろ
  - 映像作品のみ収録
7. 氷のくちびる
  - 映像作品のみ収録
8. 吟遊詩人の唄
9. 幻惑されて
10. レイン
11. LOVE JACK
  - 映像作品のみ収録
12. 翼あるもの
13. 漂泊者（アウトロー）
14. きんぽうげ
  - 映像作品のみ収録
15. 破れたハートを売り物に
16. 安奈

## 当日のセットリスト
1. HERO（ヒーローになる時、それは今）
2. らせん階段
3. ポップコーンをほおばって
4. 裏切りの街角
5. LOVE JACK
6. 三つ数えろ
7. 最後の夜汽車
8. BLUE LETTER
9. 吟遊詩人の唄
10. レイン
11. ダイナマイトが150屯
  - CD・映像作品未収録
12. 幻惑されて
13. 氷のくちびる
14. 翼あるもの
15. 漂泊者（アウトロー）
16. 破れたハートを売り物に
17. 観覧車'82
18. 感触（タッチ）
  - CD・映像作品未収録
19. きんぽうげ
20. 安奈